# Matthew Temple
Matthew Temple (20 de junho de 1999) é um nadador australiano, medalhista olímpico.

## Carreira
Temple conquistou a medalha de bronze nos Jogos Olímpicos de Verão de 2020 em Tóquio na prova de revezamento 4×100 m livre masculino, ao lado de Zac Incerti, Alexander Graham, Kyle Chalmers e Cameron McEvoy, com a marca de 3:10.22.